# Irena Spasić
Irena Spasić é uma cientista da computação sérvia, especialista em mineração de texto de informação biomédica, com aplicações incluindo exometabolômica. É professora de ciência da computação e informática na Universidade de Cardiff, diretora do Cardiff University Data Innovation Research Institute, cientista chefe para desenvolvimento de Inteligência artificial (AI) na IPwe, e desde 2020 fellow da Learned Society of Wales.
Spasić graduou-se na Universidade de Belgrado e obteve um Ph.D. em ciência da computação na Universidade de Salford. Foi pesquisadora de pós-doutorado na University of Manchester antes de assumir seu cargo atual em Cardiff.

## References
1. 1 2  Professor Irena Spasic, Cardiff University, consultado em 5 de maio de 2021
2. 1 2  «Professor Irena Spasić, FLSW», Learned Society of Wales, Fellows, consultado em 5 de maio de 2021
3. 1 2 3  Dr. Irena Spasic Joins IPwe as Chief Scientist – AI Development, IPwe, consultado em 5 de maio de 2021